# Clytie gentilis
Clytie gentilis är en fjärilsart som beskrevs av Otto Staudinger 1897. Clytie gentilis ingår i släktet Clytie och familjen nattflyn. Inga underarter finns listade i Catalogue of Life.